# Сепетниця
Сепетниця (пол. Siepietnica) — село в Польщі, у гміні Сколишин Ясельського повіту Підкарпатського воєводства.
Населення — 493 особи (2011).
У 1975-1998 роках село належало до Кросненського воєводства.

## Демографія
Демографічна структура станом на 31 березня 2011 року:
|          | Загалом | Допрацездатний вік | Працездатний вік | Постпрацездатний вік |
| -------- | ------- | ------------------ | ---------------- | -------------------- |
| Чоловіки | 231     | 46                 | 158              | 27                   |
| Жінки    | 262     | 58                 | 147              | 57                   |
| Разом    | 493     | 104                | 305              | 84                   |